# Rhinoncus perpendicularis
Rhinoncus perpendicularis är en skalbaggsart som först beskrevs av Gottfried Christian Reich 1797.  Rhinoncus perpendicularis ingår i släktet Rhinoncus, och familjen vivlar. Arten är reproducerande i Sverige.